# Bulbophyllum wolfei
Bulbophyllum wolfei là một loài phong lan thuộc chi Bulbophyllum.